# Willem Verbeet

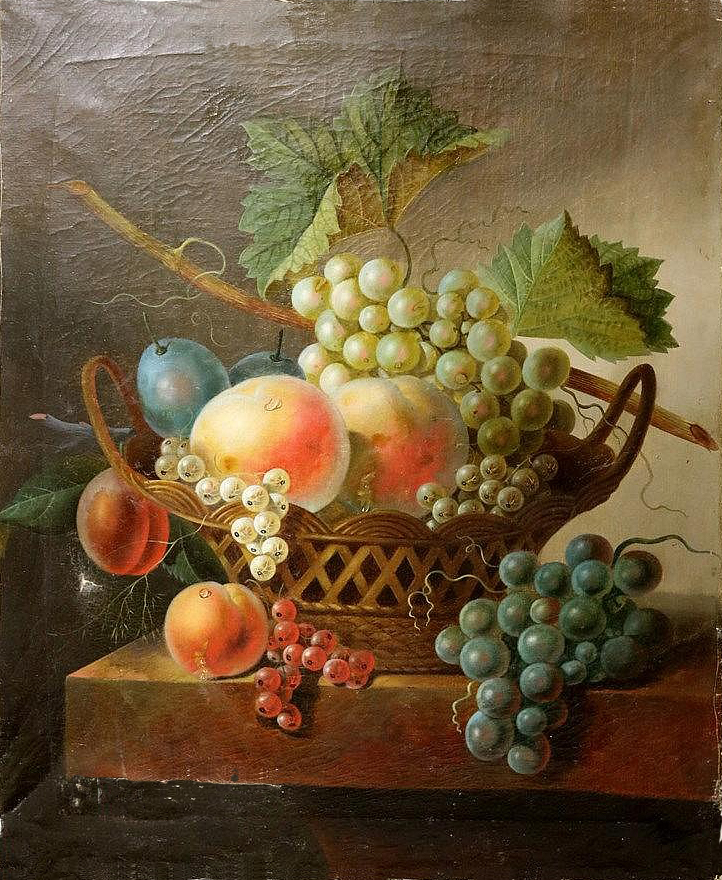
Stillleben mit einem Korb mit Trauben, Pfirsichen und Johannisbeeren

Willem Verbeet (* 1. März 1801 in Den Bosch; † 10. Oktober 1887 ebenda) war ein niederländischer Obst- und Blumenstilllebenmaler.
Verbeet war Schüler der Koninklijke Academie voor Kunst en Formgeving in Den Bosch, gewann dort im Schuljahr 1820/21 eine Medaille.
Er wurde auch von Henricus Turken und Antonius Aloysius Emmanuël van Bedaff unterrichtet. 
Er malte Blumen- und Früchtestillleben sowie einige mythologische und Heiligengestalten.
Er nahm an Ausstellungen in Amsterdam, Den Haag 1826–1841 und Den Bosch 1822, 1825 und 1828 teil.